# 何光彩
何光彩（1969年10月—），湖北浠水人。中华人民共和国教育和政治人物。1990年7月参加工作，1996年7月加入中国共产党。曾担任中国地质大学（武汉）党委书记、中华人民共和国教育部副部长等职。现任北京大学党委书记。

## 生平
何光彩1990年毕业于西安电子科技大学英语专业，并获得学士学位。毕业后，他进入江苏理工大学（今江苏大学）人文学院外语系任教。1995年，他考入北京大学，攻读该校高等教育学专业的硕士研究生，并于1998年毕业。毕业以后进入中华人民共和国教育部工作，先后担任财务司干部、副处长、处长，民族教育司副司长等多个要职。
2017年3月，何光彩出任中国地质大学（武汉）党委书记。2019年重返教育部，担任巡视工作办公室主任。2022年2月11日任人事司司长。

### 成为副部级领导干部
2024年6月21日，何光彩升任副部级，任教育部副部长。翌年2月14日接替郝平，任北京大学党委书记。同月25日，不再担任教育部副部长职务。